# Homokinetisk knut
En homokinetisk knut är en koppling mellan två axlar som tillåter att axlarna under drift ställs i vinkel i förhållande till varandra, utan att den drivna axelns varvtal varierar, och överför vridrörelse och vridmoment perfekt. 
Anordningen förekommer på de flesta framhjulsdrivna bilars axlar. Exempel är Tracta-knut och Rzeppaknut.